# Jrashen, Armavir
Jrashen là một đô thị thuộc tỉnh Armavir, Armenia. Dân số ước tính năm 2011 là 852 người.